# Carl Leonard von Uber

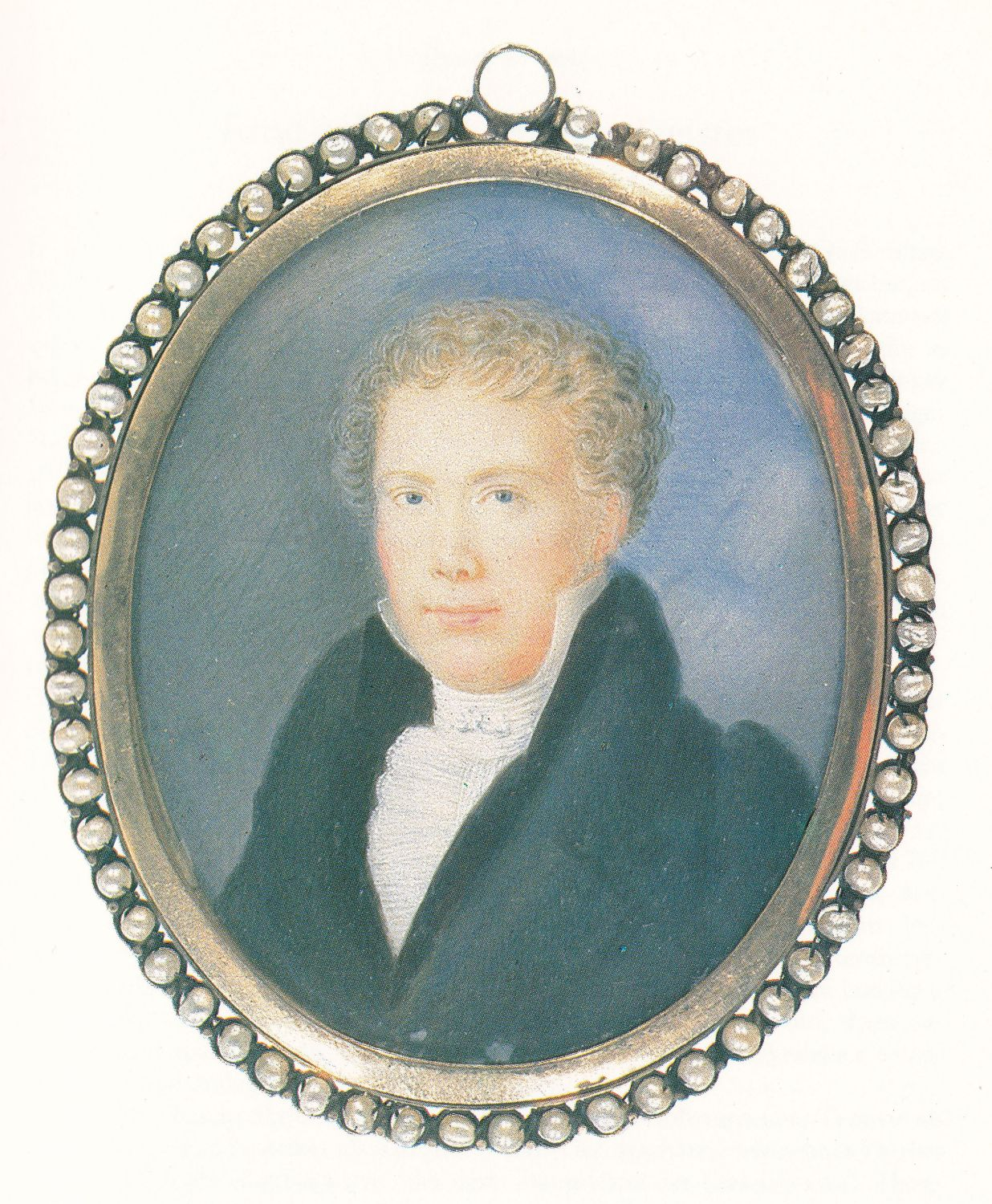
Carl Leonard von Uber (1768–1834)

Carl Leonard von Uber (* 18. Februar 1768 in Stuttgart; † 15. August 1834 in Stuttgart) war von 1802 bis 1808 württembergischer Landbaumeister und der Erbauer des modernen Tuttlingen.

## Frühe Jahre
Uber wuchs als Sohn eines Flaschners in Stuttgart auf und trat nach einer Steinmetz- und Maurerlehre in den Dienst der herzoglichen Landbaudeputation. Diese war in Württemberg für Bau und Unterhalt aller Gebäude der herzoglichen Rentkammer und des Kirchengutes zuständig, d. h. für das gesamte staatliche Bauwesen mit Ausnahme der Residenzbauten. Johann Adam Groß der Jüngere, der Leiter der Behörde, beschäftigte Uber bis zu seinem Tod 1794 als Bauzeichner. Neben Groß arbeiteten zwei Landbaukontrolleure für die Landbaudeputation, Johann Georg Glaser (1736–1806) und Christian Adam Etzel (1743–1801), die nach dem Tod von Groß zu Landbaumeistern ernannt wurden und sich dessen Dienstgeschäfte teilten. Etzel übernahm die Bauten des Kirchenrates, Glaser die der Rentkammer. Als Baukontrolleure rückten neben Uber der Karlsschulabsolvent Karl Kümmerer (1767–1823) und der herzogliche Bauknecht Johann Gottlob Schweitzer (1762–1816) und wenig später der Landbausekretär Immanuel David Dillenius (1758–1822) nach. 1802 wurden Uber und Dillenius zu Landbaumeistern befördert.

## Uber als Erbauer des modernen Tuttlingens

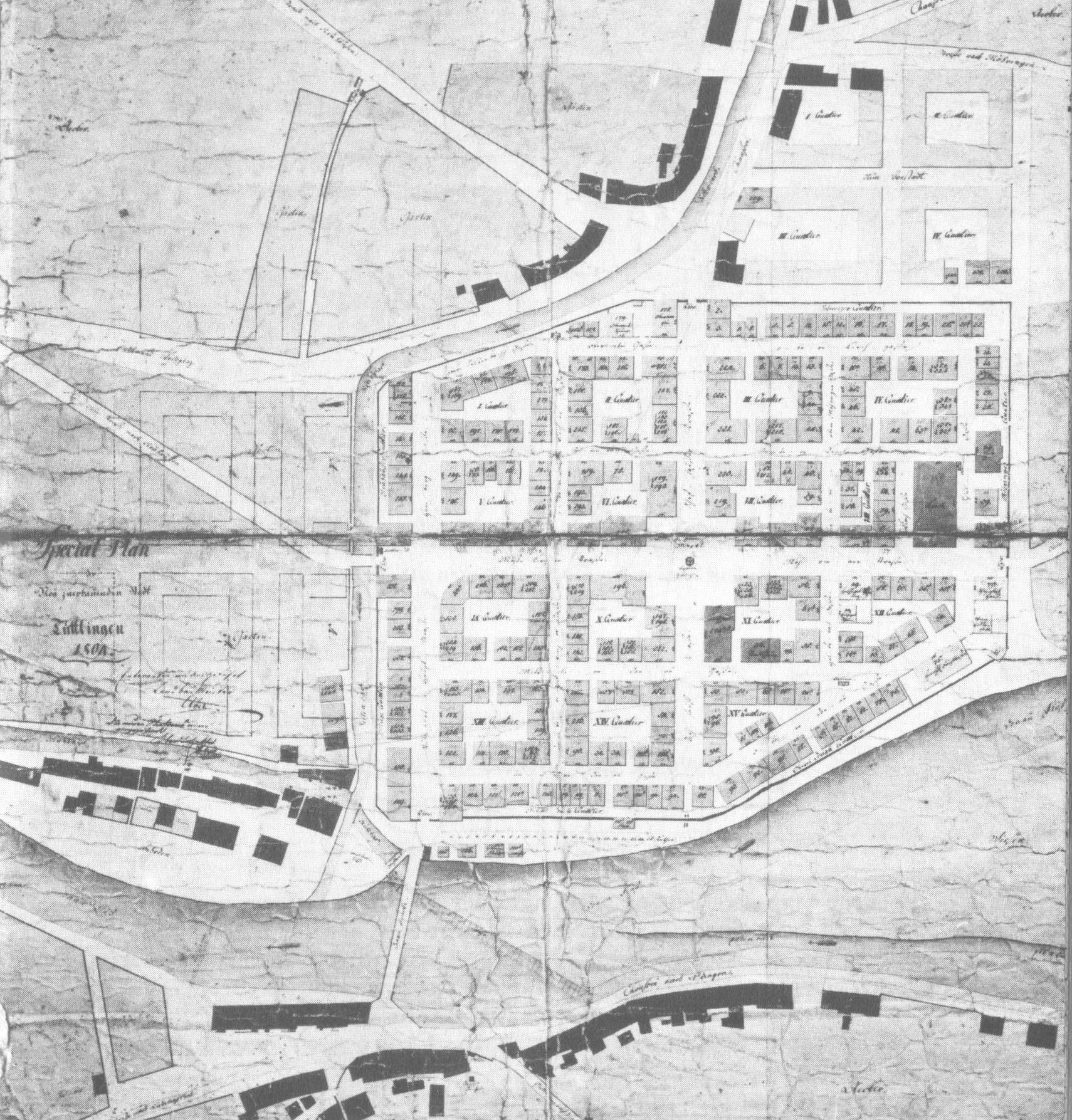
Ubers Plan zum Neubau Tuttlingens von 1804

Beim Tuttlinger Stadtbrand am 1. November 1803 brannte die mittelalterliche Oberamtsstadt Tuttlingen fast vollständig ab. Am 5. November traf Uber nach zweitägiger Anreise in Tuttlingen ein und kümmerte sich um die Versorgung der fast komplett obdachlos gewordenen Bevölkerung. Im Februar 1804 entschied Kurfürst Friedrich, dass Tuttlingen nicht nach historischem Vorbild, sondern als vollständig neue klassizistische Planstadt auf den Ruinen der historischen Stadt wiederaufgebaut werden sollte. Die Planungen übertrug er Uber.
Auf Beschluss des Tuttlinger Gemeinderats hin sollte als erstes Gebäude das Schulhaus (heute Gebäude von Volkshochschule und Stadtbibliothek) und das Rathaus errichtet werden. Im Mai 1804 genehmigte Friedrich Ubers Plan, änderte diesen aber eigenhändig an mehreren Stellen ab. Im Sommer 1804 überwachte Uber bereits den Bau von 100 Häusern. Noch 1804 konnte das Schulhaus, 1806 das Rathaus bezogen werden. Die Arbeiten an den Gebäuden gingen indes weiter. Uber zog sich ab 1807 mehr und mehr aus Tuttlingen zurück. Die Arbeiten führte schließlich sein Kollege, Landbaumeister Dillenius, nach Ubers Plänen zu Ende.

## Der Fall Ubers
Uber widmete sich im Folgenden wieder der Neugestaltung Stuttgarts. Er leitete die Versetzung des Marstalls und der Eberhardskirche von der Solitude in die Königsstraße. Nachdem sich die Fundamente des Marstalls bereits in der Rohbauphase senkten, und klar wurde, dass Teile des Mauerwerks wieder abgetragen werden mussten, ließ der König Uber verhaften und ordnete eine eingehende Untersuchung der Vorfälle an. Noch bevor die Hauptgutachten der Untersuchungskommission vorlagen, wurde Uber am 9. März 1809 schimpflich entlassen, zu Schadenersatz verpflichtet, und sein Vermögen beschlagnahmt. 

## Wiedergutmachung und Tod
1818 rehabilitierte der neue württembergische König Wilhelm I. Uber nach einem jahrelangen Rechtsstreit und hob auch die Beschlagnahme von Ubers Vermögen wieder auf, ohne dass dieser freilich wieder in den Staatsdienst übernommen wurde. Ein Gutachten aus dem Jahr 1824 befand, dass er unschuldig gewesen sei und ihm der entstandene Schaden ersetzt werden müsse. Am 15. August 1834 starb Uber. Er wurde in Stuttgart auf dem Hoppenlaufriedhof beigesetzt. In Tuttlingen ist eine Straße nach ihm benannt.